# Constantine VD
| VD ist das Kürzel für den Kanton Waadt in der Schweiz. Es wird verwendet, um Verwechslungen mit anderen Einträgen des Namens Constantine zu vermeiden. |

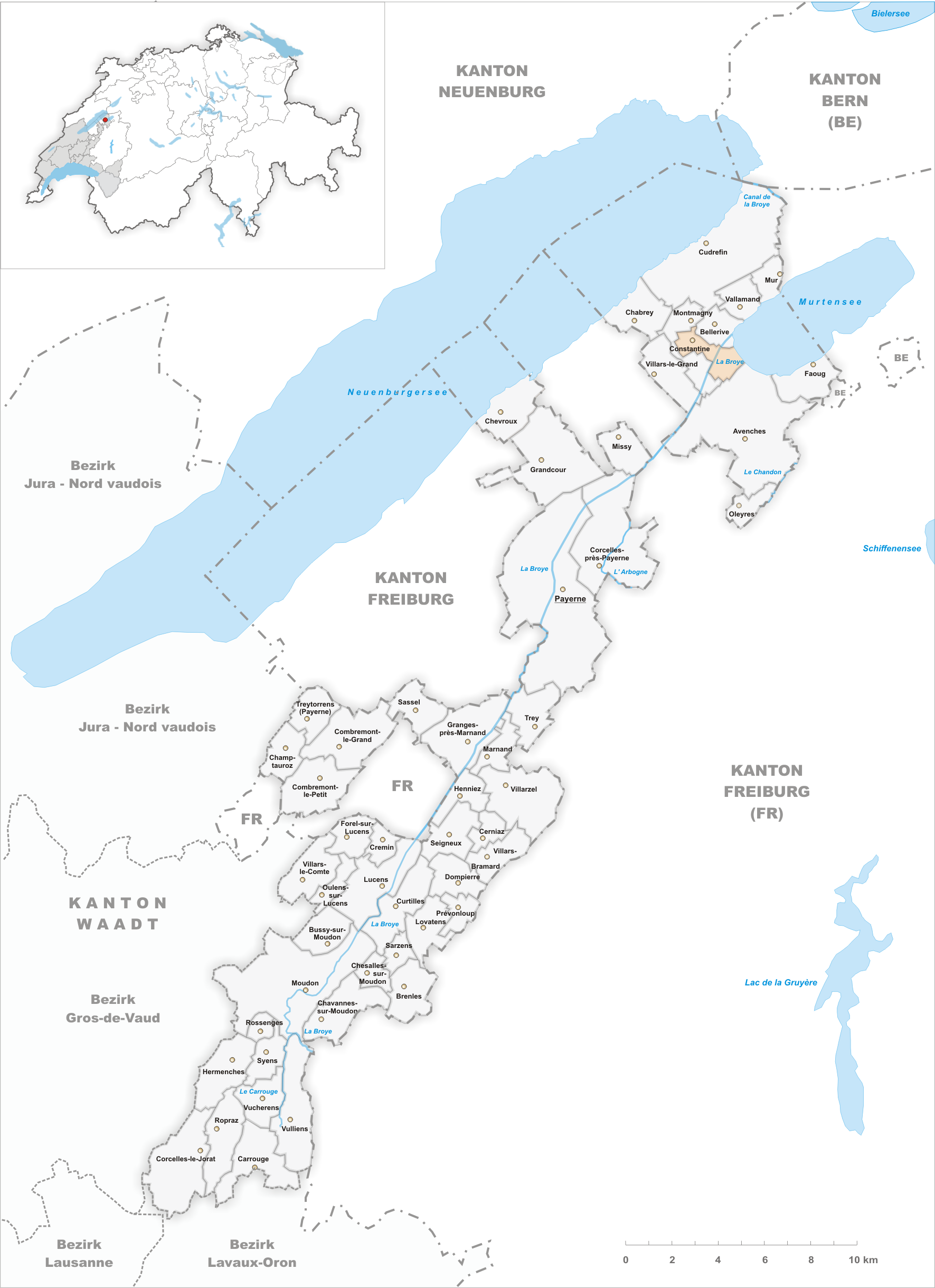
Gemeindestand vor der Fusion am 30. Juni 2011

Joseph Emmanuel Curty (1750–1813): Constantine

Constantine war eine politische Gemeinde im Distrikt Broye-Vully im Kanton Waadt in der Schweiz.
Die Fusion von Constantine mit den Gemeinden Bellerive (VD), Chabrey, Montmagny, Mur (VD), Vallamand und Villars-le-Grand zur Gemeinde Vully-les-Lacs wurde am 1. Juli 2011 vollzogen.

## Geographie
Constantine liegt auf 510 m ü. M., 12 Kilometer nordöstlich des Bezirkshauptortes Payerne (Luftlinie). Das Haufendorf erstreckt sich auf einem Geländevorsprung am Südhang des Höhenrückens zwischen Neuenburgersee und Murtensee, an aussichtsreicher Lage rund 80 m über der Broyeebene, im Schweizer Mittelland.
Die Fläche des 2,8 km² grossen Gemeindegebiets umfasst einen Abschnitt der Broyeebene und des angrenzenden Höhenrückens. Der westliche Gemeindeteil wird vom Geländevorsprung Champs Goliard am Südhang des Ausläufers des Mont Vully eingenommen. Östlich des Dorfes Constantine wird der Hang durch ein tiefes Erosionstal unterbrochen, das die Grenze gegen Bellerive bildet. Die höchste Erhebung der Gemeinde wird mit 522 m ü. M. unterhalb von Montmagny erreicht. Nach Südosten erstreckt sich der Gemeindeboden in die landwirtschaftlich intensiv genutzte Fläche der Broyeebene und über den Fluss Broye bis an das Westufer des Murtensees. Von der Gemeindefläche entfielen 1997 13 % auf Siedlungen, 15 % auf Wald und Gehölze, 71 % auf Landwirtschaft und etwas mehr als 1 % war unproduktives Land.
Zu Constantine gehören der südliche Teil des Dorfes Salavaux (436 m ü. M.) in der Broyeebene an der Mündung der Petite Glâne in die Broye und einige Einzelhöfe. Nachbargemeinden von Constantine waren Avenches, Montmagny und Bellerive.

## Bevölkerung
Mit 327 Einwohnern (Stand 31. Dezember 2010) gehörte Constantine zu den kleinen Gemeinden des Kantons Waadt. Von den Bewohnern sind 82,9 % französischsprachig, 10,7 % deutschsprachig und 3,6 % portugiesischsprachig (Stand 2000). Die Bevölkerungszahl von Constantine belief sich 1850 auf 193 Einwohner, 1900 auf 189 Einwohner. Bis 1970 blieb die Einwohnerzahl stabil, seither wurde eine deutliche Bevölkerungszunahme registriert.

## Wirtschaft
Constantine war bis in die zweite Hälfte des 20. Jahrhunderts ein vorwiegend durch die Landwirtschaft geprägtes Dorf. Noch heute haben der Ackerbau, der Obstbau und der Weinbau (am Südhang unterhalb des Dorfes) eine wichtige Bedeutung in der Erwerbsstruktur der Bevölkerung. In Salavaux gibt es eine Getreidemühle. Weitere Arbeitsplätze sind im lokalen Kleingewerbe und vor allem im Dienstleistungssektor vorhanden. In den letzten Jahrzehnten hat sich das Dorf auch zu einer Wohngemeinde entwickelt. Einige Erwerbstätige sind Wegpendler, die in den umliegenden grösseren Ortschaften arbeiten.

## Verkehr
Die Gemeinde ist verkehrstechnisch recht gut erschlossen, obwohl sie abseits der grösseren Durchgangsstrassen liegt. Der Autobahnanschluss Avenches an der A1 (Lausanne-Bern) ist rund 6 km vom Ortskern entfernt. Durch den Postautokurs, der von Avenches nach Cudrefin verkehrt, ist Constantine an das Netz des öffentlichen Verkehrs angebunden.

## Geschichte
Die erste urkundliche Erwähnung des Ortes erfolgte 1228 unter dem Namen Costantina. Der Ortsname geht auf den lateinischen Personennamen Constantius zurück. Im Mittelalter war Constantine im Besitz des Bischofs von Sion, der seinen Grundbesitz am Mont Vully um 1250 an Peter von Savoyen verkaufte. Seither gehört das Dorf zur Kastlanei Cudrefin.
Mit der Eroberung der Waadt durch Bern im Jahr 1536 gelangte das Dorf unter die Verwaltung der Vogtei Avenches. Nach dem Zusammenbruch des Ancien Régime wurde Constantine 1798 während der Helvetik dem Kanton Freiburg angegliedert. Mit der Inkraftsetzung der Mediationsverfassung 1803 wurde das Dorf zusammen mit dem heutigen Bezirk Avenches als Exklave wieder dem Kanton Waadt zugeteilt. Bis 1811 bildete Constantine mit den Nachbardörfern Bellerive und Montmagny eine Grossgemeinde.

## Sehenswürdigkeiten
Der romanische Bau der Pfarrkirche Saint-Martin wurde 1675 umgestaltet; das Pfarrhaus erhielt seine heutige Gestalt 1671. Das 1677 erbaute Herrenhaus beherbergt seit 1919 ein Ferien- und Erholungsheim. Im alten Ortskern von Constantine sind einige stattliche Bauernhäuser aus dem 17. bis 19. Jahrhundert erhalten. An der Gemeindegrenze zu Bellerive, am westlichen Ortsrand von Salavaux, steht das ursprünglich im 13. Jahrhundert erbaute Schloss von Salavaux. Es besitzt noch einen Rundturm aus der Gründungszeit; die Wohnbauten stammen jedoch grösstenteils aus dem 19. Jahrhundert.